# Reptile (Mortal Kombat)
Reptile, de son vrai nom Syzoth, est un personnage récurrent de la série Mortal Kombat. Apparu d'abord comme personnage caché dans le premier Mortal Kombat, il est devenu un personnage à part entière depuis Mortal Kombat II. Il porte d'abord la même tenue de ninja que Scorpion et Sub Zero (avec une couleur verte), mais depuis Mortal Kombat 4, Reptile perd son apparence humanoïde au profit d'une apparence reptilienne. 
L'alignement de Reptile est mauvais, il sert plusieurs méchants de la série, dont Shang Tsung, Shao Kahn et Shinnok, avant de servir d'hôte à l'esprit d'Onaga, le Roi Dragon.

## Design
Inclus dans le premier jeu à la fin du processus de développement, le concept du personnage de Reptile a été conçu alors qu'Ed Boon revenait du déjeuner au travail. Notant le succès de l'utilisation de la technique de la palette swap pour les sprites de Scorpion et Sub-Zero, Tobias et Boon ont décidé d'inclure une « fonction cachée super secrète » dans Mortal Kombat, choisissant la couleur verte de Reptile comme contraste avec les couleurs jaune et bleu originales de Scorpion et Sub-Zero. Développé dans l'idée d'être « une version plus cool de Scorpion », le concept du personnage a été réalisé en une seule soirée.
L'intégration de Reptile a été prévue comme outil de marketing pour le jeu d'arcade, avec des conditions relativement difficiles à remplir pour rencontrer Reptile, les concepteurs espéraient pouvoir compter sur le bouche à oreille pour répandre des rumeurs sur l'existence du personnage. Cependant, le personnage n'a pas été inclus dans le titre avant la version 3.0 du jeu. L'apparence de Reptile a laissé penser aux joueurs qu'il pouvait être déverrouillé et utilisé en tant personnage jouable. Ed Boon a déclaré plus tard lors d'une interview, qu'en raison de la popularité des rumeurs entourant le personnage, l'équipe de développement a décidé d'inclure Reptile dans les prochains épisodes de la série comme personnage jouable.
Dans Mortal Kombat 4, son design évolue et s'apparente plus à un reptile humanoïde. On y aperçoit sa peau écailleuse, son visage est découvert et ses mains sont griffées. Dans Mortal Kombat: Deadly Alliance, Reptile se développe davantage avec une apparence reptilienne où il est présenté avec une tête et une queue de reptile complète, il est couvert d'une armure dorée et noire pour ses jambes, ses coudes, ses épaules et sa ceinture. Ed Boon décrit les changements apportés au design de Reptile vers une « évolution dans un personnage plus grand », et préfigurant Onaga contrôlant son corps dans Mortal Kombat: Mystification.

## Histoire

### Au service de Shao Kahn
- Reptile est le garde personnel de Shang Tsung, se tapissant dans l'ombre afin d'éliminer tous ceux qui pourraient nuire son maître. Néanmoins, il ne participe pas au premier tournoi, sauf si un kombattant accepte de relever son défi.
- En tant que garde de Shang Tsung, il doit assurer le succès de Shao Kahn lors de Mortal Kombat II, mais il espère secrètement découvrir la vérité sur la disparition de son espèce, les Zaterrans.
- Lors de l'invasion du Royaume Terre par les forces de Shao Kahn (Mortal Kombat 3), Reptile reçoit pour mission de trouver la princesse Kitana. Il reçoit l'aide de Jade, mais à la différence de cette dernière, n'a pas pour mission de ramener Kitana vivante. Jade le trahit, et vaincu, il retourne dans l'Outworld auprès des restes de l'armée de Shao Kahn.

### Général de Shinnok
- Shao Kahn affaibli, Reptile ne trouve plus d'intérêt à servir l'Empereur de l'Outworld, et accepte de devenir le général de l'armée du dieu déchu Shinnok (Mortal Kombat 4).

Une fois encore, il choisit le mauvais camp, et sera arrêté par l'armée d'Edenia, le royaume de Kitana, puis condamné à la peine de mort pour génocide.

### L'hôte du Roi Dragon
- Reptile parvient à s'échapper de sa prison, mais les années passées à combattre et servir des intérêts divergents, sans avoir trouvé le moyen de retrouver son peuple, l'ont rendu fou. Physiquement, il est retourné à l'état primitif de son espèce, et ressemble véritablement à un lézard.

Il retourne au service de Shao Kahn, mais ne peut pas empêcher son maître d'être assassiné par l'Alliance Mortelle de Quan Chi et Shang Tsung (Mortal Kombat: Deadly Alliance).
À la recherche d'un nouveau maître, il prête allégeance à la vampire Nitara, et reçoit pour mission de détruire le ninja cyborg Cyrax. Parvenant à endommager ce dernier, il est cependant vaincu, et comprend qu'il a été manipulé par Nitara. Il se lance alors dans la traque de Nitara et Cyrax, et suit leurs traces jusqu'à la Chambre de l'Œuf du Roi Dragon. 
Sa présence dans la salle provoque l'ouverture de l'œuf, et un éclair en surgit, touchant Reptile de plein fouet. Son esprit est alors anéanti, et son corps se transforme afin de servir d'hôte au Roi Dragon Onaga.
- Onaga vaincu (Mortal Kombat: Mystification), Reptile reprend vie et participe au grand tournoi de Mortal Kombat: Armageddon. Cependant, il mourra avec les autres.
- Dans Mortal Kombat X, lors d'une conversation entre lui et Raiden, ce dernier révèle son vrai nom : Syzoth.

Sa séquence de fin explique qu'il finit par trouver un sarcophage, dans lequel gît le squelette d'une femelle de son espèce. Alors que la femelle reprend vie, Reptile retrouve forme humaine.

### Le nouvel âge
Dans Mortal Kombat 1, se déroulant dans la nouvelle ligne temporelle crée par Liu Kang à la fin de Mortal Kombat 11, Reptile retrouve une apparence humaine. Il est ici un paria pour son peuple à cause de sa forme humains, et devient l'esclave de Shang Tsung qui a sa famille en otage. Il fera la rencontre de Baraka et des héros terriens, emprisonnés par le sorcier. Il donna une pommade à Kenshin pour apaiser la douleur due à ses yeux crevés.
Lorsque les prisonniers s'évadent, Reptile est obligé de les affronter mais échoue, Shang Tsung lui apprend ensuite qu'il avait déjà tué sa famille, ce qui rendit le Zaterran furieux et se joint aux terriens, déterminé à se venger. Par la suite, il est accueilli au Royaume Terre par Liu Kang.

## Capacités
En tant que personnage secret du jeu, Reptile ne dispose pas de coups propres, mais dispose de l'ensemble des coups spéciaux de Scorpion et Sub Zero. Il est ainsi capable de lancer le grappin et envoyer des projectiles de glace. Il reçoit dans les jeux suivants des capacités propres, comme se rendre invisible et cracher du venin acide.

## Apparitions dans d'autres médias
- Mortal Kombat de Paul W. S. Anderson